# Dioscorea stemonoides
Dioscorea stemonoides är en enhjärtbladig växtart som beskrevs av David Prain och Isaac Henry Burkill. Dioscorea stemonoides ingår i släktet Dioscorea och familjen Dioscoreaceae. Inga underarter finns listade i Catalogue of Life.